# فيكتور تشانغ
فيكتور تشانغ (بالإنجليزية: Victor Chang)‏ هو جراح أسترالي، ولد في 21 نوفمبر 1936 في شانغهاي في الصين، وتوفي في 4 يوليو 1991 في سيدني في أستراليا بسبب قتل عمد. بعد الانتهاء من دراسته الطبية في جامعة سيدني والعمل في مستشفى سانت فنسنت، تدرب في المملكة المتحدة والولايات المتحدة كجراح قبل العودة إلى أستراليا. في مستشفى سانت فنسنت، ساعد في إنشاء الوحدة الوطنية لزراعة القلب، المركز الرائد في البلاد لزراعة القلب والرئة. حقق فريق تشانغ نسبة نجاح عالية في إجراء عمليات زراعة القلب وكان رائدًا في تطوير صمام قلب اصطناعي.
في عام 1986، حصل على وسام أستراليا لخدمته في العلاقات الدولية بين أستراليا والصين والعلوم الطبية.
في عام 1991، توفي تشانغ بعد إطلاق النار عليه في محاولة ابتزاز فاشلة ضده. يتضمن إرثه إنشاء مؤسسته الخاصة، مؤسسة فيكتور تشانغ. بالإضافة إلى ذلك، بعد وفاته، أنشئ معهد فيكتور تشانغ لأبحاث القلب، وأنشئ مبنى فيكتور تشانغ لوي باكر في مستشفى سانت فنسنت.
في عام 1999، جرى التصويت عليه كأسترالي القرن في جوائز اختيار الجمهور.

## النشأة والتعليم
ولد تشانغ في شنغهاي لأبوين بريطانيين صينيين مولودين في أستراليا. نشأ في هونغ كونغ، حيث التحق بالمدرسة الابتدائية في كولون تونغ وقضى عامين في كلية سانت بول. أرسله والد تشانغ أوبري مع أخته الصغرى إلى سيدني في عام 1951 للبقاء مع عائلة هناك. التحق تشانغ بمدرسة بيلمور للبنين الثانوية في بيلمور وأكمل تعليمه الثانوي في مدرسة كريستيان براذرز الثانوية في لويشام. في 7 أبريل 1948، توفيت والدة تشانغ بسبب سرطان الثدي عن عمر يناهز 33 عامًا، ما دفعه إلى التفكير في مهنة الطب عن عمر يناهز 12 عامًا. تلقى تعليمه العالي في جامعة سيدني، حيث تخرج بدرجة بكالوريوس في العلوم الطبية مع مرتبة الشرف الأولى وبكالوريوس في الطب، وبكالوريوس في الجراحة في عام 1962.

## مهنة طبية

### التدريب الطبي
بعد الانتهاء من تعليمه الطبي، تدرب تشانغ في مستشفى سانت فنسنت تحت وصاية جراح القلب مارك شاناهان الذي أرسله إلى لندن للتدريب مع الجراح البريطاني أوبري يورك ماسون.
أصبح تشانغ زميلًا للكلية الملكية للجراحين في عام 1966 وتدرب على جراحة القلب والصدر في مستشفى رويال برومبتون. في لندن، التقى بزوجته آن (ني سيمونز) وتزوجها.
قضى تشانغ عامين في الولايات المتحدة في مايو كلينيك وأصبح مقيمًا رئيسيًا. في عام 1972، عاد إلى مستشفى سانت فنسنت، حيث كان استشاريًا في جراحة القلب والصدر، وعُين زميلًا للكلية الملكية الأسترالية للجراحين في عام 1973 وزميلًا في الكلية الأمريكية للجراحين في عام 1975.

### مهنة الجراحة
في مستشفى سانت فينسنت، عمل مع الجراح هاري وندسور، الذي أجرى أول عملية زرع قلب في أستراليا عام 1968 ومارك شاناهان. أدى ظهور الأدوية المضادة لرفض العضو المزروع في عام 1980 إلى جعل عمليات زرع القلب أكثر جدوى، وضغط تشانغ على السياسيين ورجال الأعمال لجمع الأموال لإنشاء برنامج زراعة القلب في سانت فينسينت. في 8 أبريل 1984، أجرى فريق من الأطباء بقيادة تشانغ عملية جراحية لفيونا كوتيه البالغة من العمر 14 عامًا والتي أصبحت أصغر مريض زراعة قلب في أستراليا.
بين عامي 1984 و1990، أجرت وحدة تشانغ أكثر من 197 عملية زرع قلب و14 عملية زرع قلب ورئة. حققت الوحدة معدل نجاح مرتفع حيث بقي 90% ممن تلقوا عمليات زرع من الوحدة على قيد الحياة بعد السنة الأولى. في عام 1986، عين فيكتور تشانغ رفيق وسام أستراليا (AC) تقديرًا لخدمة العلاقات الدولية بين أستراليا والصين والعلوم الطبية.
بسبب قلقه إزاء النقص في المتبرعين بالأعضاء، رتب تشانغ التمويل وجمع فريقًا من العلماء والمهندسين إلى جانب اختصاصي تسويق لتطوير قلب اصطناعي وتصنيع صمامات قلب رخيصة. التقى فرانك تامرو، أخصائي تسويق ومبيعات صمامات القلب، بالدكتور تشانغ في عام 1980 أثناء عمله في شركة شيلاي لأمريكية الرائدة ومقرها في سنغافورة. جنبًا إلى جنب مع المهندسين ريتشارد مارتن وبريج جوبتا، أنشأت المجموعة التي يقع مقرها الرئيسي في سنغافورة منشآت في قوانغتشو وسيدني لتطوير صمامات القلب الميكانيكية والأنسجة تسمى صمامات القلب سانت فنسنت، والتي زرعت على نطاق واسع في جميع أنحاء آسيا. كانت شركة بيسيفيك بيوميديكال إنتيربريسيس Pacific Biomedical Enterprises Ltd هي الأولى في آسيا التي تنتج صمامات القلب للمرضى الآسيويين من صنع عمال آسيويين. كما أحرز تشانغ وفريقه تقدمًا كبيرًا في تصميم القلب الاصطناعي. انتهت مشاريعه البحثية بوفاته.

## وصلات خارجية
- الموقع الرسمي